# Троїцька церква (Богодарівка)
Троїцька церква — втрачена пам'ятка архітектури у селі Богодарівка Кам'янського району Дніпропетровської області.
Споруджено 1822 року коштом генерал-майора Гангеблова Семена Єгоровича.

## Історичні відомості
За даними на 1908 рік:
99¾ двори у парафії, парафіян чоловічої статі — 399, жіночої — 380.
При церкві — земська школа.
Священник — Чевяга Василь Ілларіонович, 32 роки, закінчив курс Катеринославської духовної семінарії, дружина та двоє дітей, священик з 1901 року, в цій парафії з 1901 року.
Псаломщик — Лисогоров Іаков Карпович — 33 роки, з 1892 року, в цій парафії — з 1901 року.
До церковної парафії також відносились:
- село Божий Уділ — в 3 верстах: 17½ двори в парафії, парафіян чоловічої статі — 70, жіночої — 70;
- село Воєводо-Григор'євка — в 5 верстах: 54¾ двори в парафії, парафіян чоловічої статі — 219, жіночої — 212;
- село Семенівка: 22½ двори в парафії, парафіян чоловічої статі — 90, жіночої — 109.